# Svenska mästerskapen i dressyr 2008
Svenska mästerskapen i dressyr 2008 avgjordes i Helsingborg. Tävlingen var den 58:e upplagan av Svenska mästerskapen i dressyr.

## Resultat
| Placering | Ryttare        | Häst                |
| --------- | -------------- | ------------------- |
| 1         | Jan Brink      | Björsells Briar 899 |
| 2         | Minna Telde    | Don Charlys         |
| 3         | Maria Eriksson | Galliano            |